# Brassolis sophorae
Brassolis sophorae é uma espécie de borboletas da família Nymphalidae encontrada na América do Sul. É conhecida também como larva ou borboleta do coqueiro.
Esta espécie possui o aparelho bucal atrofiado, passam a maior parte da vida em estado larval e só vivem por uma semana quando atingem a fase adulta; esse período é totalmente dedicado a reprodução.
Basicamente, toda a energia que a borboleta adulta usa para voar e se reproduzir, é adquirida na fase de desenvolvimento (larval) que dura em média 5 meses!

## Subespécies
- Brassolis sophorae sophorae
- Brassolis sophorae ardens Stichel, 1903 (Peru, Equador)
- Brassolis sophorae dinizi d'Almeida, 1956 (Brasil: Paraíba)
- Brassolis sophorae laurentii Stichel, 1925
- Brassolis sophorae luridus Stichel, 1902 (Colômbia)
- Brassolis sophorae vulpeculus Stichel, 1902 (Paraguai)
- Brassolis sophorae philomela Stichel, 1925 (Equador)